# Parque Natural de Sintra-Cascais
Sintra-Cascais naturpark (portugisiska: Parque Natural de Sintra-Cascais) är en av de 13 naturparkerna i Portugal. Den ligger i kommunerna Sintra och Cascais, cirka 25 km väster om huvudstaden Lissabon.                                                                                                                                       

Parken grundades år 1981 och har en area på 145 km².                                                                                                              
Den består av åkermark, berglandskap och kustmiljöer. 